# Оленёв, Константин Валерьевич
Константи́н Вале́рьевич Оленёв (11 сентября 1961, Йошкар-Ола) — советский и российский футболист, тренер. Играл на позиции вратаря.

## Карьера

### Клубная
Воспитанник кировского футбола. Карьеру игрока начинал в «Дружбе» из Йошкар-Олы. С 1982 по 1984 годы выступал в кировском «Динамо». В 1985 году перешёл в саратовский «Сокол», в котором защищал ворота до конца 1987 года. Первый круг первенства Первой лиги СССР 1988 года провёл в «Кубани», после которого перешёл в «Старт» из Ульяновска, где играл до конца 1991 года. В 1992 году вернулся в «Сокол», где провёл семь сезонов в Первой лиге России  . С 1999 по 2003 годы вновь выступал за ульяновскую команду, носившую имя «Волга», где начал работать тренером вратарей. В 2004 году был играющим тренером в «Лукойле» из Челябинска, после чего завершил игровую карьеру.

### Тренерская
С 2005 по июль 2008 года возглавлял кировское «Динамо», с которым в 2006 году взял бронзовые медали в зоне «Урал-Поволжье» Второго дивизиона России и дошёл до 1/16 финала Кубка России. В конце июля 2008 года подписал контракт с клубом «Сокол-Саратов», в конце августа 2009 года был уволен за неудовлетворительные результаты команды. В 2010 году являлся главным тренером команды «Труд» из пгт Вахруши, которая выступала в чемпионате Кировской области. В 2011 году работал тренером в кировской ДЮСШ № 5.
В 2011—2015 годах являлся старшим тренером кировского «Динамо», в 2016—2017 годах — главным тренером. В 2015 году также возглавлял селекционную службу кировского «Динамо».
Летом 2023 года вошёл в тренерский штаб кировского «Динамо».